# Belka ciągła
Belka ciągła to konstrukcja w postaci długiego, zazwyczaj prostego pręta, zginanego poprzecznym obciążeniem zewnętrznym. Pręt ten jest oparty na podporach rozmieszczonych w kilku punktach rozmieszczonych wzdłuż jego osi. Odległości między podporami nazywane są przęsłami lub rozpiętościami podporowymi. Belki ciągłe wykorzystywane są najczęściej w konstrukcjach mostów. Również takie budowle jak długie rurociągi wsparte na słupach zaliczają się również do obiektów tego typu.

## Przekształcenie belki ciągłej w ciąg belek prostych
Belki ciągłe zaliczają się do układów statycznie niewyznaczalnych. Wprowadzenie przegubów na wszystkich podporach pośrednich przekształca belkę ciągłą w ciąg belek prostych opartych na wspólnych podporach pośrednich. Liczba wprowadzonych przegubów określa stopień statycznej niewyznaczalności belki. Przywrócenie jej ciągłości (bezprzegubowości) wymaga zastosowania np. metody sił, w której jako niewiadome nadliczbowe wystąpią momenty podporowe. Obliczenie ich wartości tylko za pomocą równań równowagi nie jest możliwe. 

## Przekształcenie w belkę Gerbera
Belkę ciągłą można przekształcić w statycznie wyznaczalną na różne sposoby wprowadzając odpowiednią liczbę przegubów. Muszą one jednak być rozmieszczone w taki sposób, który nie spowoduje geometrycznej chwiejności układu. Takie belki nazywane są belkami ciągłymi przegubowymi albo belkami Gerbera.